# عامل الاستثمار
لاستثمار في العوامل هو نهج استثماري يتضمن استهداف خصائص الشركة القابلة للقياس الكمي أو "العوامل" التي يمكن أن تفسر الاختلافات في عوائد الأسهم. تشمل خصائص الأمان التي يمكن تضمينها في النهج القائم على العوامل الحجم ، والتقلب المنخفض ، والقيمة ، والزخم ، ونمو الأصول ، والربحية ، والرافعة المالية ، والمدة ، وتكلفة الاسترداد.   
تتضمن استراتيجية الاستثمار القائمة على العوامل إمالة محافظ الاستثمار نحو عوامل محددة أو بعيدًا عنها في محاولة لتوليد عوائد استثمار طويلة الأجل تتجاوز المعايير. النهج كمي ويستند إلى بيانات يمكن ملاحظتها ، مثل أسعار الأسهم والمعلومات المالية ، وليس على الرأي أو المضاربة.   علاوة على ذلك ، يتم توثيق علاوات العوامل في أسواق سندات الشركات  وأيضًا عبر الأسواق. 

## تاريخ
نشأت أقدم نظرية للاستثمار في العوامل من خلال ورقة بحثية كتبها ستيفن أ. روس في عام 1976 حول نظرية تسعير المراجحة ، والتي جادلت بأن أفضل عوائد الأمان يمكن تفسيرها من خلال عوامل متعددة.  قبل ذلك ، كان نموذج تسعير الأصول الرأسمالية (CAPM) ، الذي وضعه الأكاديميون في الستينيات من القرن الماضي ، هو السائد. رأى CAPM أن هناك عاملًا واحدًا كان الدافع وراء عوائد الأسهم وأن العائد المتوقع للسهم هو دالة على مخاطر أو تقلبات سوق الأسهم ، والتي يتم قياسها على أنها تجريبية.  
في العقود التالية ، حدد البحث الأكاديمي المزيد من العوامل التي تؤثر على عوائد المخزون. على سبيل المثال ، في عام 1981 ، أنشأت ورقة كتبها رولف بانز علاوة على حجم الأسهم: حيث تفوقت أسهم الشركات الأصغر على الشركات الأكبر على مدى فترات زمنية طويلة ، وقد فعلت ذلك على الأقل خلال الأربعين عامًا الماضية. 
في عام 1993 ، نشر يوجين إف فاما وكينيث ب.  تعود جذور استثمار القيمة إلى عقود سابقة مع أعمال بنجامين جراهام وديفيد دود كما هو موضح في كتابهما " تحليل الأمان" الصادر عام 1934 ، وقد أوجز طالبهما وارن بافيت النتائج التي توصلوا إليها وتطبيقها في مقالته عام 1984 بعنوان " المستثمرون الخارقون لجراهام ودودسفيل" ".
في عام 1993 ، أظهر شيريدان تيتمان وناراسيمهان جيجاديش أن هناك علاوة للاستثمار في الأسهم عالية الزخم.  العوامل الهامة الأخرى التي تم تحديدها هي مقاييس ربحية الشركة ، ونمو الأصول ، والتقلبات ، والتمويل الخارجي ، والرافعة المالية وتكاليف البحث والتطوير.  

## عامل القيمة
العامل الأول والأكثر شهرة هو القيمة ، والتي يمكن تعريفها في المقام الأول على أنها تغيير في تقييم السوق لعائد السهم ("التوسع المتعدد") ، مقاسة على أنها نسبة السعر إلى الأرباح . تنشأ فرصة الاستفادة من عامل القيمة من حقيقة أنه عندما تعاني الأسهم من ضعف في أساسياتها ، فإن السوق يبالغ في رد فعلها عادةً ويقيمها بسعر رخيص للغاية مقارنةً بأرباحها الحالية. وبالتالي ، فإن استراتيجية استثمار عامل القيمة الكمية المنتظمة تشتري تلك الأسهم بأرخص نقطة لها وتحتفظ بها حتى يصبح السوق أقل تشاؤماً بشأن آفاقها ويعيد تقييم أرباحها. 